# Upplands runinskrifter 301
Upplands ruinskrifter 301 är ett vikingatida runstensfragment i Skånela kyrka, Skånela socken och Sigtuna kommun. Ristningen är utförd och signerad av Åsmund Kåreson. Troligen är stenen inmurad i någon av kyrkans väggar och överrappad.

## Inskriften
Translitterering av runraden:
§P [· nsmar × li- (r)ita · stin þi]no a... [... ...þs muþiʀ · aosmuntr · kla markaþi] 
§Q [· nsmar × li- (r)ita · stin þi]no a... [... ...þs muþiʀ · a osmuntr · klaþi markaþi]
Normalisering till runsvenska:
§P Asmarr(?) le[t] retta stæin þenna æ[ftiʀ] ... [Gu]ðs moðiʀ. Asmundr kla markaði. 
§Q Asmarr(?) le[t] retta stæin þenna æ[ftiʀ] ... [Gu]ðs moðiʀ. En(?) Asmundr Glaði(?) markaði.
Översättning till nusvenska:
Åsmar lät resa denna sten ... Guds moder. Åsmund ... märkte.